# TOKAIホールディングス
株式会社TOKAIホールディングス（英称: TOKAI Holdings Corporation）は、静岡県静岡市に本社を置く持株会社である。東京証券取引所プライム市場に株式を上場している。
2011年4月1日に、石油やLPガスなどのエネルギー関連事業を行っている株式会社TOKAIと、TOKAIの子会社でケーブルテレビやインターネット接続サービスなどの事業を行っているTOKAIコミュニケーションズ（旧称：ビック東海）が、株式移転による経営統合を行ったことで設立された。

## 沿革
- 2011年（平成23年）4月1日 - TOKAIとビック東海（現名称：TOKAIコミュニケーションズ）が株式移転により経営統合し、設立される。

## グループ企業
- 株式会社TOKAI
- 株式会社TOKAIコミュニケーションズ
- 株式会社TOKAIケーブルネットワーク
- 東海ガス株式会社
- 東海造船運輸株式会社
- トーカイシティサービス株式会社
- TOKAIライフプラス株式会社
- 厚木伊勢原ケーブルネットワーク株式会社
- 株式会社いちはらケーブルテレビ
※旧名称：株式会社いちはらコミュニティー・ネットワーク・テレビ
  - 株式会社イースト・コミュニケーションズを2020年10月に吸収合併
- エルシーブイ株式会社
- 株式会社倉敷ケーブルテレビ
  - 株式会社テレビ津山
- 株式会社トコちゃんねる静岡
- 東京ベイネットワーク株式会社
- 仙台CATV株式会社
- 沖縄ケーブルネットワーク株式会社
- 株式会社ジョイネット
- 株式会社ネットテクノロジー静岡
- 株式会社ブケ東海三島
- 有限会社大須賀ガスサービス
- 株式会社TOKAIホームガス
- 株式会社エナジーライン
- 株式会社TOKAIマネジメントサービス

ほか